# Postheim

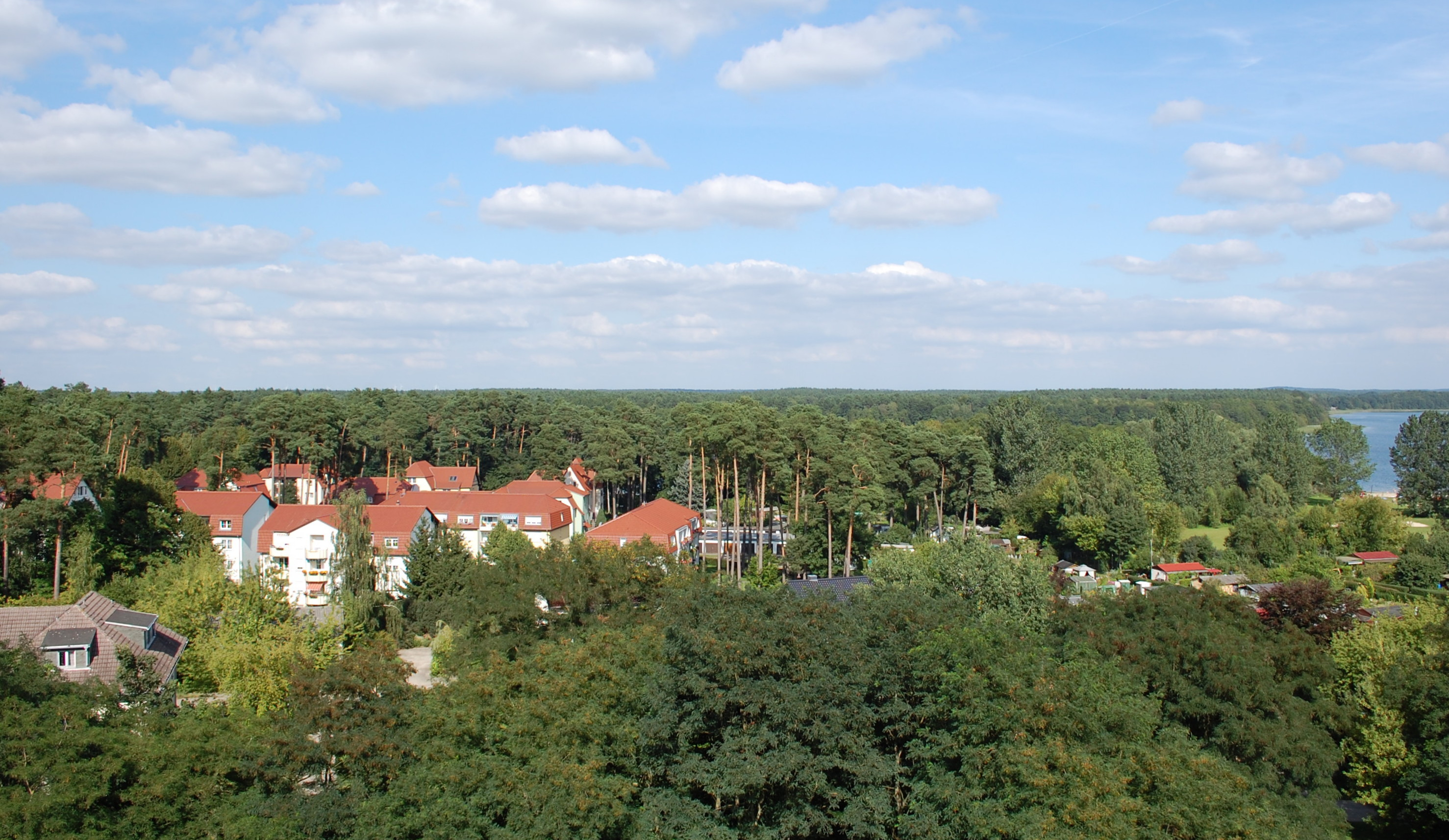
Blick über Postheim vom Ahorn Seehotel Templin aus, im Hintergrund der Lübbesee

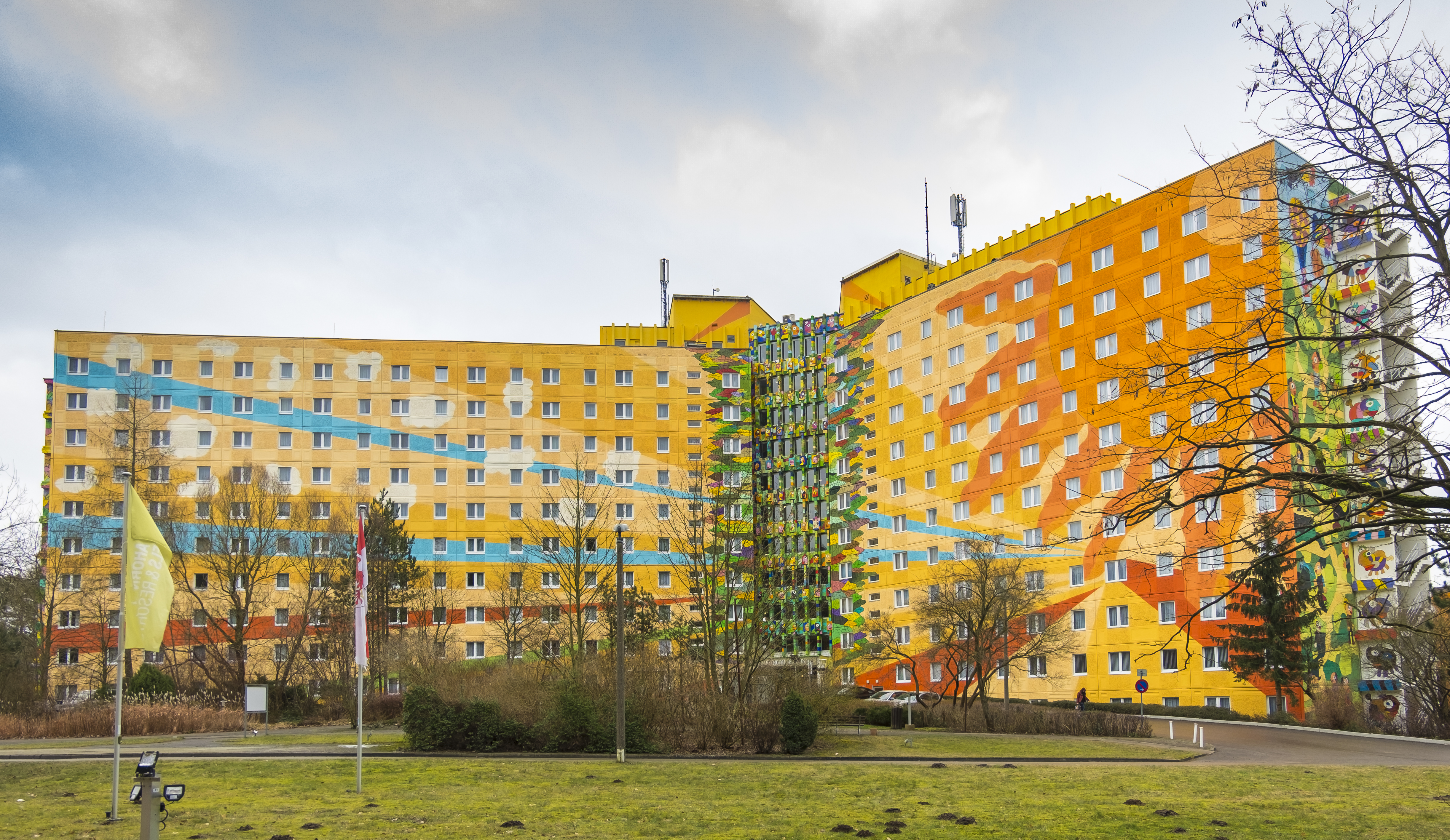
Ahorn Seehotel Templin, 2018

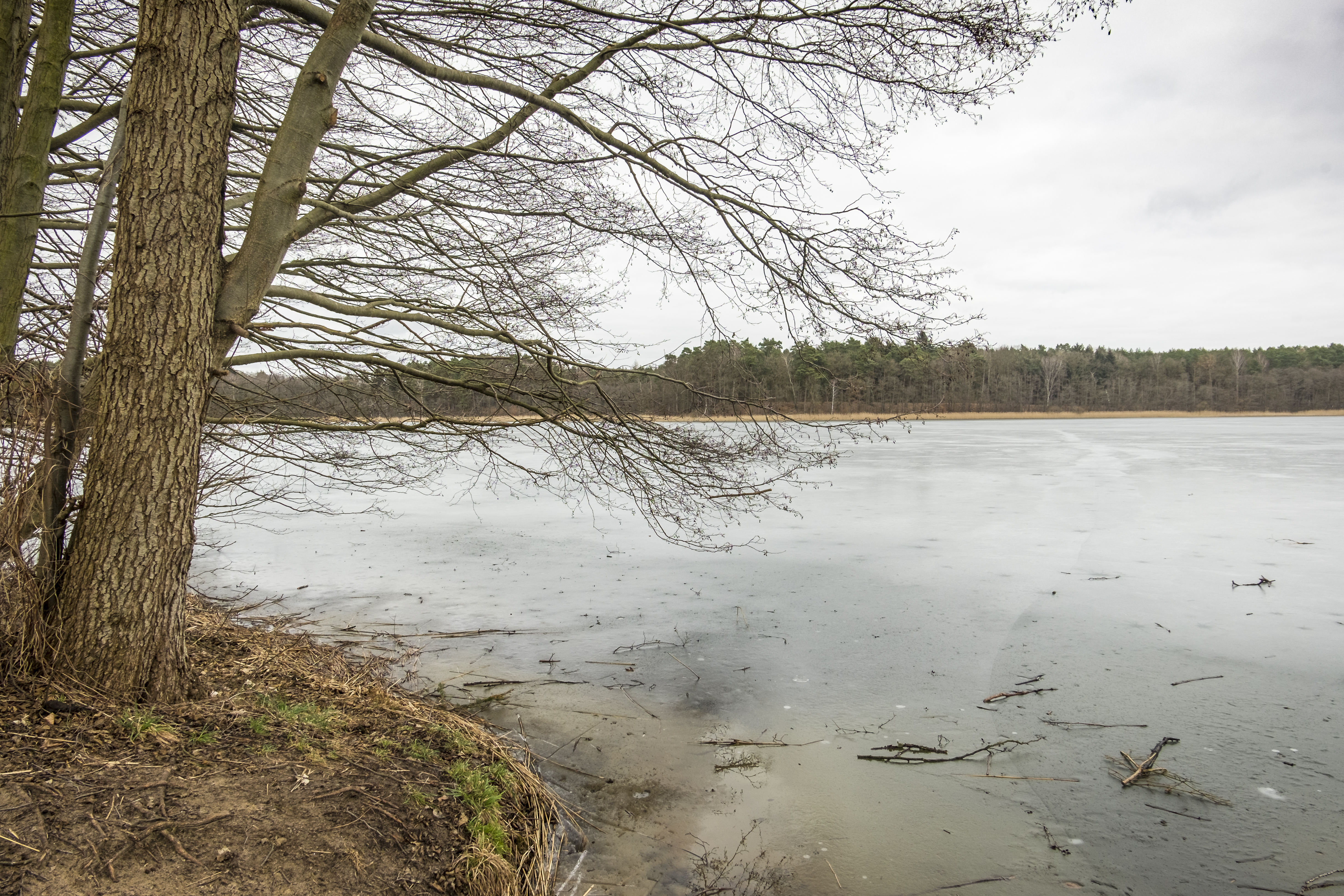
Der Lübbesee im Winter

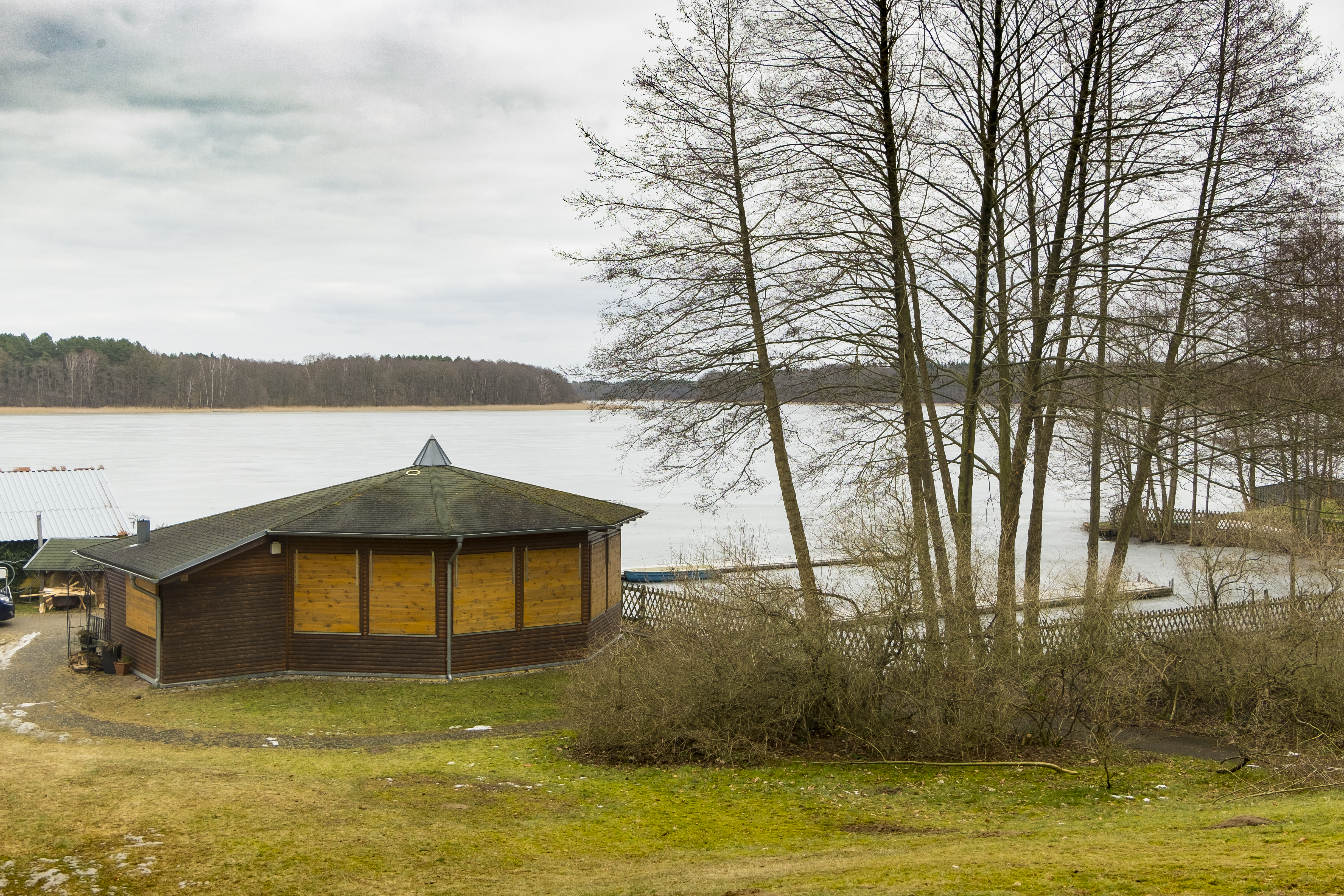
Winterlicher Lübbesee

Postheim ist ein Wohnplatz der Stadt Templin in Brandenburg.

## Lage
Der Stadtteil liegt etwa 1,5 Kilometer östlich des Stadtzentrums am Nordwestufer des Lübbesees. Postheim ist, auch in Richtung Stadtzentrum, von Wäldern umgeben. Durch Postheim führt der Uckermärkische Radrundweg. Südlich befindet sich das Feuchtgebiet Postbruch sowie die Naturtherme Templin. Östlich liegt der Waldfriedhof Templiner Buchheide. Durch eine Buslinie ist Postheim an das übrige Stadtgebiet angebunden.

## Geschichte
Am 20. Mai 1906 wurde in Berlin die Genossenschaft Posterholungsheim Berlin gegründet, die am 18. Juni 1906 in das Genossenschaftsregister eingetragen wurde. Ziel war der Bau von Erholungseinrichtungen für Berliner Postbeamte. Der Standort der Erholungseinrichtung war zunächst noch offen. Neben Templin waren auch Lindow (Mark) und Fiddichow im Gespräch. Letztlich fiel die Wahl auf Templin. Die Genossenschaft kaufte am 23. August 1906 von der Stadt Templin 30 Morgen Waldfläche zu einem Vorzugspreis. Die Grundsteinlegung für zunächst sechs Häuser fand dann am 18. August 1907 statt. Zur Grundsteinlegung reisten mit Sonderzügen mehrere hundert Berliner Postbeamte an. 1908 waren die sechs Häuser fertiggestellt. Bis 1914 entstanden insgesamt 17 Häuser mit insgesamt 188 Wohnungen. 1938 wurde die Nutzung als Erholungsheim beendet. In der Zeit nach 1945 erhielt das Viertel eine für Wohngebiete übliche Infrastruktur. 1984 wurde nach längerer Bauzeit an der Südseite des Wohngebiets das zwölfgeschossige FDGB-Ferienheim Friedrich Engels mitsamt Schwimmhalle eingeweiht (heute: Seehotel Templin). Die bereits seit der Gründung des Postheims bestehende Seebadestelle Kuhbad wurde umgestaltet. Es wurde Kies angeschüttet, auf einem längeren Abschnitt das Schilf entfernt und Liegewiesen angelegt. In der Zeit nach 1990 wurden die Häuser des Wohngebiets saniert und neue Gebäude errichtet. Im August 1999 eröffnet das Cafe und Restaurant „Am Lübbesee“. Nach 1999 entstanden an der Heimstraße fünf Eigenheime. Der Bau war jedoch umstritten, da der bis dahin direkt bis zur Straße reichende Wald zurückweichen musste.

## Wirtschaft
Neben dem Charakter als Wohngebiet wird Postheim vor allem touristisch genutzt. Am Seeufer befinden sich ein Strandbad und ein Bootsverleih. Das ehemalige FDGB-Ferienheim ist als Ahorn Seehotel Templin mit 409 Zimmern das größte Sport- und Tagungshotel des Bundeslands Brandenburg und verfügt über eine entsprechende Gastronomie. Darüber hinaus bestehen private Ferienwohnungen. Die Wohngebäude befinden sich zu einem großen Teil im Eigentum der WOBA Templin. In der Nähe der Badestelle besteht eine private Ausstellung historischer Landwirtschaftsmaschinen.